# Aire d'attraction de Sully-sur-Loire
L'aire d'attraction de Sully-sur-Loire est un zonage d'étude défini par l'Insee pour caractériser l’influence de la commune de Sully-sur-Loire sur les communes environnantes. Publiée en octobre 2020, elle se substitue à l'aire urbaine de Sully-sur-Loire, qui comportait 7 communes dans le dernier zonage qui remontait à 2010.

## Définition
L'aire d'attraction d'une ville est composée d’un pôle, défini à partir de critères de population et d’emploi ainsi que d’une couronne constituée des communes dont au moins 15 % des actifs travaillent dans le pôle. Le pôle d’attraction constitue ainsi un point de convergence des déplacements domicile-travail,.

## Type et composition
L’aire d'attraction de Sully-sur-Loire est une aire intra-départementale qui comporte 8 communes dans le Loiret. 
Elle est catégorisée dans les aires de moins de 50 000 habitants, une catégorie qui regroupe 12,2 % au niveau national.

### Carte

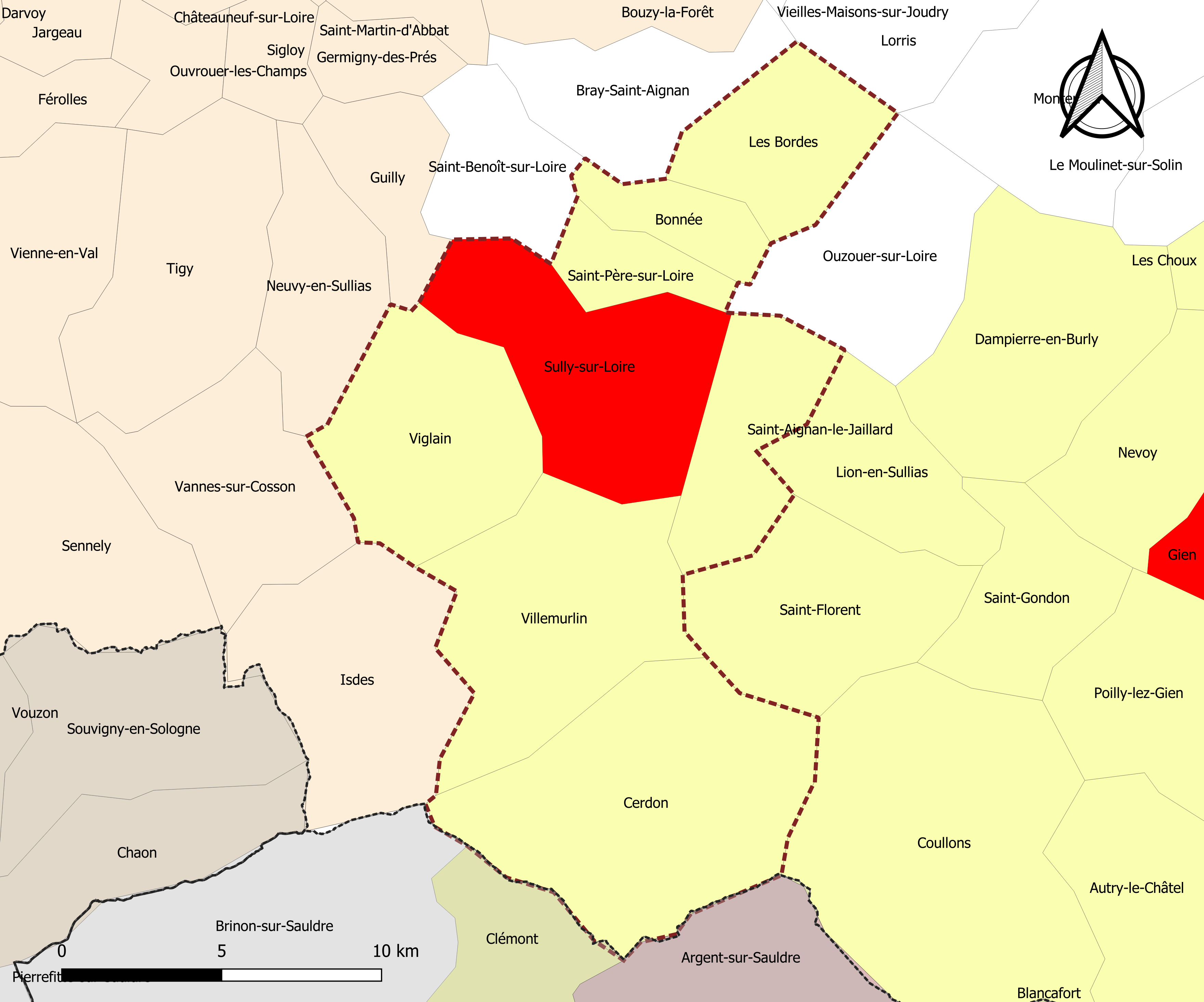
Carte de l'aire d'attraction de Sully-sur-Loire.
Commune-centre
Commune de la couronne

### Composition communale
| Nom                              | Code Insee | Département | Statut                 | Superficie (km2) | Population (dernière pop. légale) | Densité (hab./km2) | Modifier                                    |
| -------------------------------- | ---------- | ----------- | ---------------------- | ---------------- | --------------------------------- | ------------------ | ------------------------------------------- |
| Sully-sur-Loire (commune-centre) | 45315      | Loiret      | commune-centre         | 43,60            | 5 142 (2022)                      | 118                | modifier les données · modifier les données |
| Bonnée                           | 45039      | Loiret      | commune de la couronne | 11,61            | 698 (2022)                        | 60                 | modifier les données · modifier les données |
| Les Bordes                       | 45042      | Loiret      | commune de la couronne | 24,02            | 1 846 (2022)                      | 77                 | modifier les données · modifier les données |
| Cerdon                           | 45063      | Loiret      | commune de la couronne | 67,07            | 895 (2022)                        | 13                 | modifier les données · modifier les données |
| Saint-Aignan-le-Jaillard         | 45268      | Loiret      | commune de la couronne | 24,31            | 602 (2022)                        | 25                 | modifier les données · modifier les données |
| Saint-Père-sur-Loire             | 45297      | Loiret      | commune de la couronne | 10,69            | 1 030 (2022)                      | 96                 | modifier les données · modifier les données |
| Viglain                          | 45336      | Loiret      | commune de la couronne | 39,99            | 854 (2022)                        | 21                 | modifier les données · modifier les données |
| Villemurlin                      | 45340      | Loiret      | commune de la couronne | 48,95            | 537 (2022)                        | 11                 | modifier les données · modifier les données |